# Natale Sanavio
Natale Sanavio (Padova, 1827 – 1905) è stato uno scultore italiano.

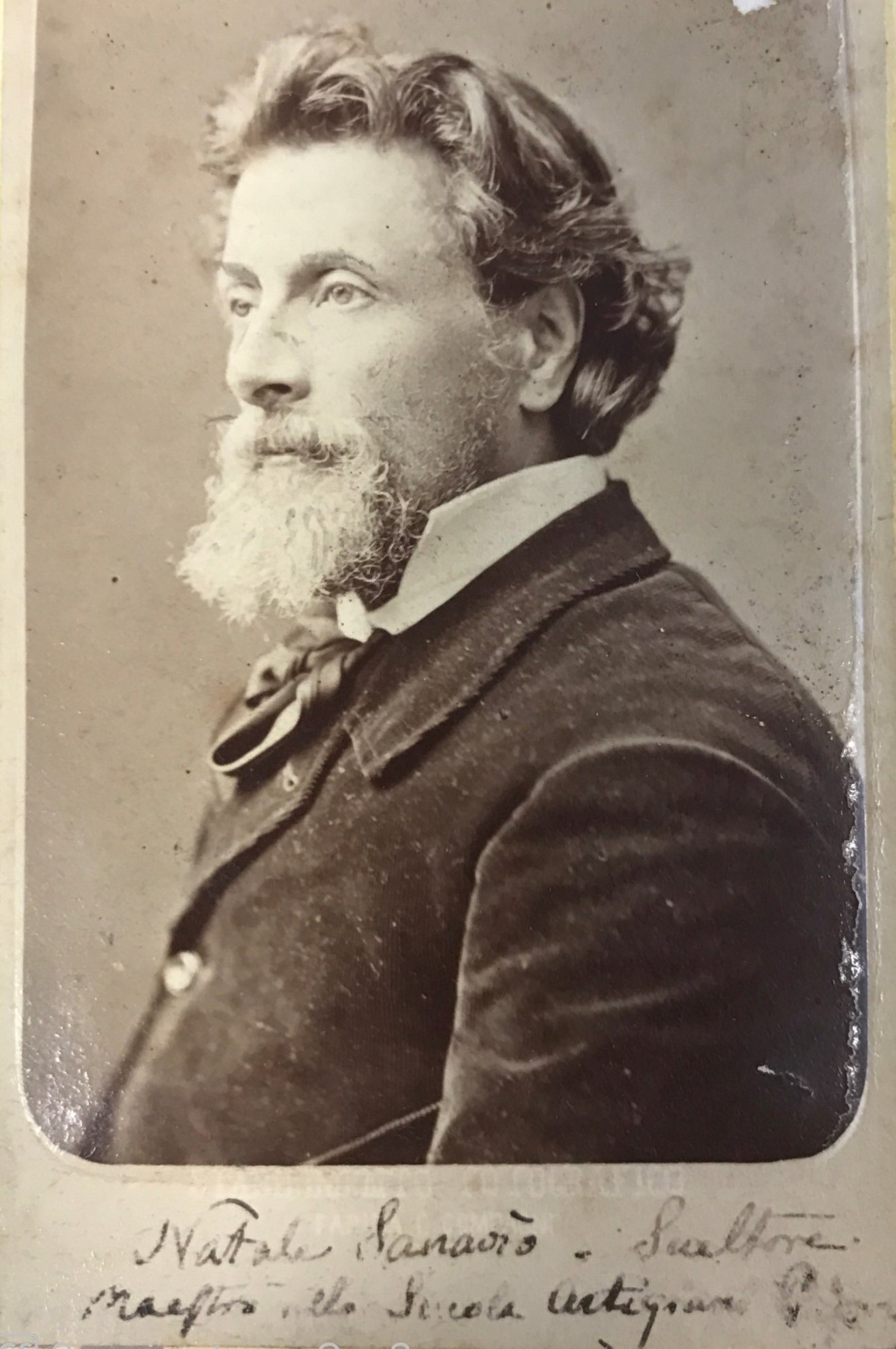
Sanavio Natale

Padovano di nascita, figlio di Giacinto Sanavio e Teresa Faccio (di professione caffettieri), fu attivo soprattutto nella città natale, dove si ricordano tra gli altri il Leone di San Marco posto all'apice della colonna in Piazza dei Signori, realizzata nel 1870 a sostituzione di quello distrutto dalle truppe francesi nel 1797, e il monumento funebre a memoria di Francesco Marzolo. 
Suoi il monumento dedicato a Lorenzo Canozi e i busto in onore di Alberto Mario a Lendinara. 
Fu scultore anche suo figlio Augusto Sanavio..